# Tuzson János (botanikus)
Polyáni Tuzson János (Szászcsanád, 1870. május 19. – Budapest, 1943. december 18.) magyar botanikus, paleobotanikus, egyetemi tanár, a Tuzson Arborétum alapítója és névadója, az MTA tagja. Botanikai szakmunkákban nevének rövidítése: „Tuzson”.

## Élete
1887–1890 között a selmecbányai Bányászati és Erdészeti Akadémián tanult, erdész oklevelet 1892-ban szerzett. 1899-ben a kolozsvári Ferenc József Tudományegyetemen szerzett bölcsészdoktori oklevelet, majd állami ösztöndíjjal 1896–97 között a müncheni Lajos–Miksa Egyetem és a Berlini Egyetemen tanult. A növényhisztológia tárgykörben magántanári képesítést szerzett 1903-ban, az MTA levelező tagja (1909. ápr. 29.). 
A Selmecbányai Erdészeti Akadémia növénytan tanára, majd a Budapesti Műegyetem magántanára lett. Emellett 1907-től éveken át szerkesztette a Növénytani Közlemények botanikai folyóiratot. 1912-ben vette át a Pázmány Péter Tudományegyetem Növényrendszertani Intézetének vezetését; egyúttal ő lett a Füvészkert igazgatója is. 
Elhunyt 1943. december 18-án, örök nyugalomra helyeztetett 1943. december 21-én a református egyház szertartásai szerint a Farkasréti temetőben.

## Munkássága
Kutatóként főleg a fás növények szövettanával, növényföldrajzával és ősnövénytani vizsgálatokkal foglalkozott; sokat tanulmányozta a bükkfa korhadásának folyamatát.
Ő végezte el az ipolytarnóci kovásodott ősfenyő fatörzs szövettani összehasonlító vizsgálatát, és az ő meghatározása alapján nevezték el a fatörzset Pinus tarnóciensisnek.
A későbbi Tuzson Arborétum alapjául szolgáló fenyvespusztai erdőbirtokot 1925-ben vásárolta meg, és ott főleg messzi országokból hozatott örökzöldeket ültetett.

### Tudományos testületekben
1909. április 29-én a Magyar Tudományos Akadémia levelező tagjává választották.
Emellett tagja volt:
- a földművelési minisztérium központi kísérletügyi bizottságának,
- a természettudományi társulat választmányának,
- az országos erdészeti egyesület igazgató választmányának.

### Fontosabb művei
- Anatomiai és physiologiai vizsgálatok a vörösfenyő fáján. 1899 (doktori értekezés)
- A bükkfa korhadása és konzerválása. Budapest, 1904
- Adatok egyes növénykórt okozó gombafajok ismeretéhez. Budapest, 1904. (Erdészeti Lapok)
- Anatomisched und mykologische Untersuchungen über die Zersetzung und Konservierung des Rothbuchenholzes. Berlin, 1905
- A növényvilág fejlődéstörténete. (Sillabus). Budapest, 1907 (Szabad Egyetem)
- A növényország filetikai és palaeontologiai fejlődéstörténetének alapvonásai (A M. T. Akadémia III. osztályán 1909. február 15-én előterjesztett dolgozat)

## Emlékezete
Az utódai által alapított Tuzson emlékplakettet rendszeresen a Nyíregyházi Főiskola ugyancsak róla elnevezett botanikus kertjében, a Tuzson János Konferencián adják át.  2017. május 28-án emléktáblát avattak a professzor tiszteletére Taron.